# Charles Panzéra

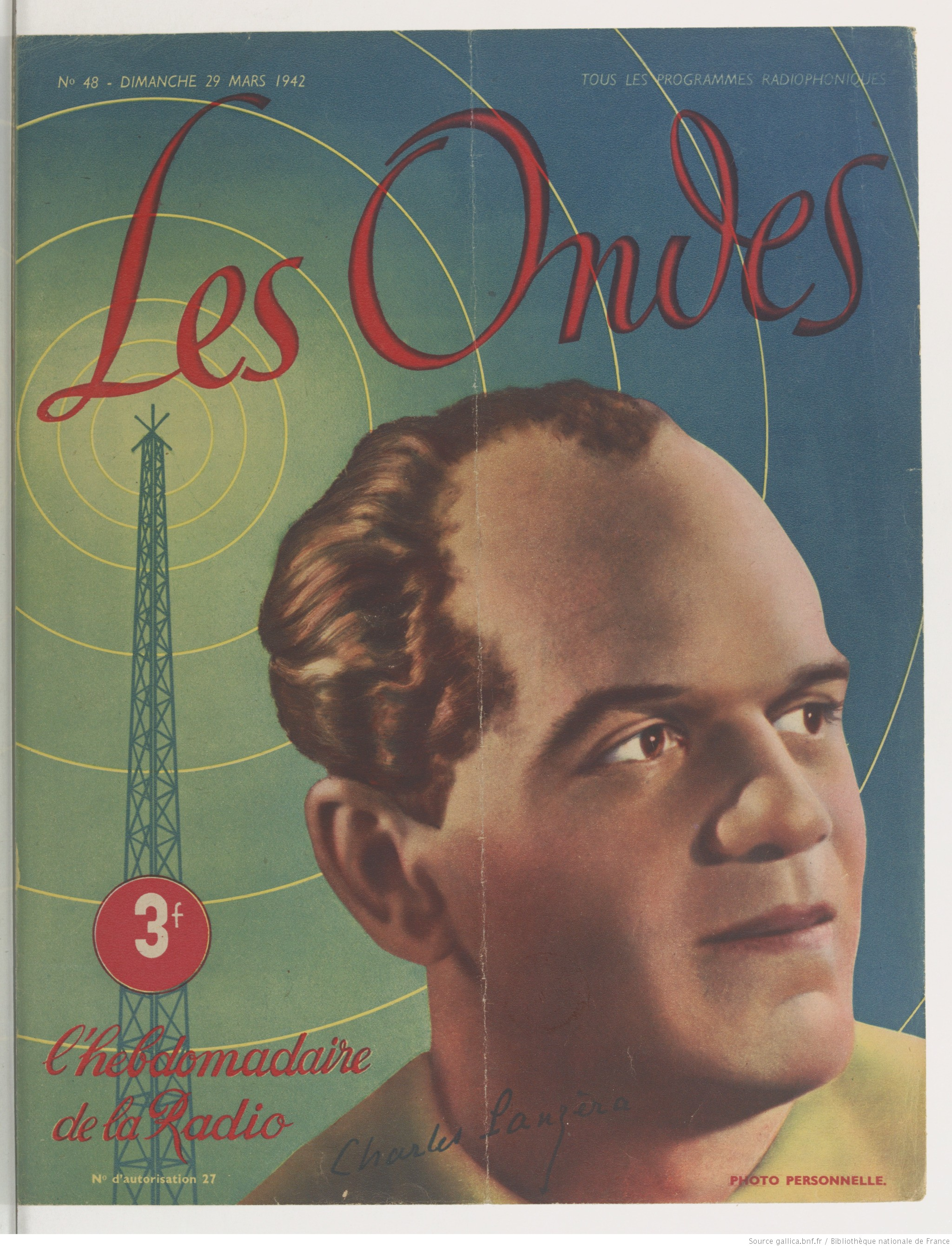
Charles Panzéra auf dem Titelbild von Les Ondes vom 29. März 1942

Charles Panzéra (* 16. Februar 1896 in Genf; † 6. Juni 1976 in Paris) war ein aus der Schweiz stammender französischer Sänger (Bariton) und Musikpädagoge.

## Leben
Panzéra entschied sich im Alter von zwanzig Jahren für die französische Staatsbürgerschaft und diente bis zum Ende des Ersten Weltkrieges in der französischen Armee. Das anschließende Gesangsstudium am Pariser Konservatorium schloss er nach einem Jahr mit dem Prix d'excellence ab. An der Pariser Opéra-Comique debütierte er 1919 als Albert in Jules Massenets Oper Werther, erhielt aber in den folgenden Jahren nur kleinere Rollen wie den Moralès in Georges Bizets Carmen, Frédéric in Léo Delibes’ Lakmé, den Chansonnier in Gustave Charpentiers Louise, Brétigny in Massenets Manon und Cadoual in dessen Sapho. Durchschlagenden Erfolg hatte er erst als Pelléas in Claude Debussys Pelléas et Mélisande. Mit der Rolle gastierte er an verschiedenen französischen Opernhäusern, in Amsterdam und Florenz, am Grand Théâtre de Genève (1930) und 1932 erneut an der Opéra-Comique. An der Opéra Garnier sang er 1931 die Stimme des Apollon bei der Uraufführung von Arthur Honeggers Ballett Amphion mit der Compagnie Ida Rubinstein.
Abgesehen von den genannten Opernauftritten konzentrierte sich Panzéra ab 1922 auf den Konzert- und Liedgesang, häufig begleitet von seiner Frau, der Pianistin Magdeleine Baillot. Eine zentrale Rolle in seinem Repertoire nahm dabei die Partie des Méphistophélès in Hector Berlioz’ La Damnation de Faust ein, die er in über 150 konzertanten Aufführungen sang. Als Liedsänger widmete er sich vorrangig dem französischsprachigen Repertoire zeitgenössischer Komponisten wie Arthur Honegger, Gabriel Fauré, Henri Duparc, André  Caplet, Charles Koechlin, Francis  Poulenc, Olivier  Messiaen und Henri  Dutilleux, der für ihn 1941 Quatre mélodies komponierte. 1941 sang er in der französischen Erstaufführung von Arthur Honeggers Oratorium La danse des morts in der Salle du Conservatoire in Paris, musikalische Leitung Charles Munch, Sprecher Jean-Louis Barrault, die Bariton-Partie.
Nach dem Krieg lehrte Panzéra an der New Yorker Juilliard School, und von 1949 bis 1966 war er Professor am Pariser Konservatorium. Unter anderem hatten Yva Barthélémy, Roland Barthes, Bernard Cottret, Alain Daniélou und Christiane Eda‐Pierre Gesangsunterricht bei ihm. Außerdem verfasste er mehrere gesangspädagogische Schriften.

## Schriften
- L’Art de chanter. Paris, 1945.
- L’Amour de chanter. Paris, 1957.
- L’Art vocal: 30 leçons de chant. Librairie théâtrale Illiers, Paris 1959.
- Votre voix: Directives génerales. Paris, 1967.